# Microgale jobihely
Il tenrec toporagno settentrionale (Microgale jobihely Goodman, Raxworthy, Maminirina & Olson, 2006) è una specie di tenrec endemica del Madagascar.

## Distribuzione e habitat
Ha il suo areale esclusivo sui versanti sud-occidentali del massiccio dello Tsaratanana, nel Madagascar settentrionale. Il suo habitat naturale è la foresta pluviale di alta montagna, tra 1.420 e 1.680 m di altitudine.